# Chief Ouwe Dibbes
Chief Ouwe Dibbes is een Nederlands boek van Jochem Davidse uit 2018.

## Inhoud
Sander de Kramer was in 2007 in Sierra Leone om een reportage te maken over de gevolgen van de burgeroorlog. Hij zag daar onder andere weeskinderen die in diamantmijnen werkten. Hij nam zich voor kansarme Afrikanen een beter leven te bieden. Daarop richtte hij, met Hugo Borst, de Sunday Foundation op. Korte tijd later haalde De Kramer de diamantkinderen uit de mijnen en liet scholen voor hen bouwen. Daarbij was hij assistent van de bondscoach van het nationaal elftal van Sierra Leone. Als dank voor zijn inspanningen werd hij in 2010 gekroond tot Chief.

## Trivia
- Jochem Davidse schreef eerder voor Panorama een artikel over De Kramer.[5]
- Na de verschijning van het boek kreeg de Sunday Foundation honderden nieuwe donateurs. De Kramer kreeg van o.a. Guus Hiddink, Ronald Koeman en Robin van Persie te horen dat zij bereid waren de stichting te helpen.[6]
- Van Persie en  Najib Amhali reikten, samen met Ahmed Aboutaleb, het eerste exemplaar uit aan De Kramer.[7]
- Van de opbrengst van het boek werd een school gebouwd.[8]